# Pázmán
A Pázmán szláv eredetű régi magyar személynév, jelentése: akit felismertek, ráismertek.

## Gyakorisága
Az 1990-es években szórványos név, a 2000-es években nem szerepel a 100 leggyakoribb férfinév között.

## Névnapok
- augusztus 30.[2]